# Changan BenBen
Changan BenBen – samochód osobowy klasy miejskiej produkowany pod chińską marką Changan w latach 2006–2023.

## Pierwsza generacja

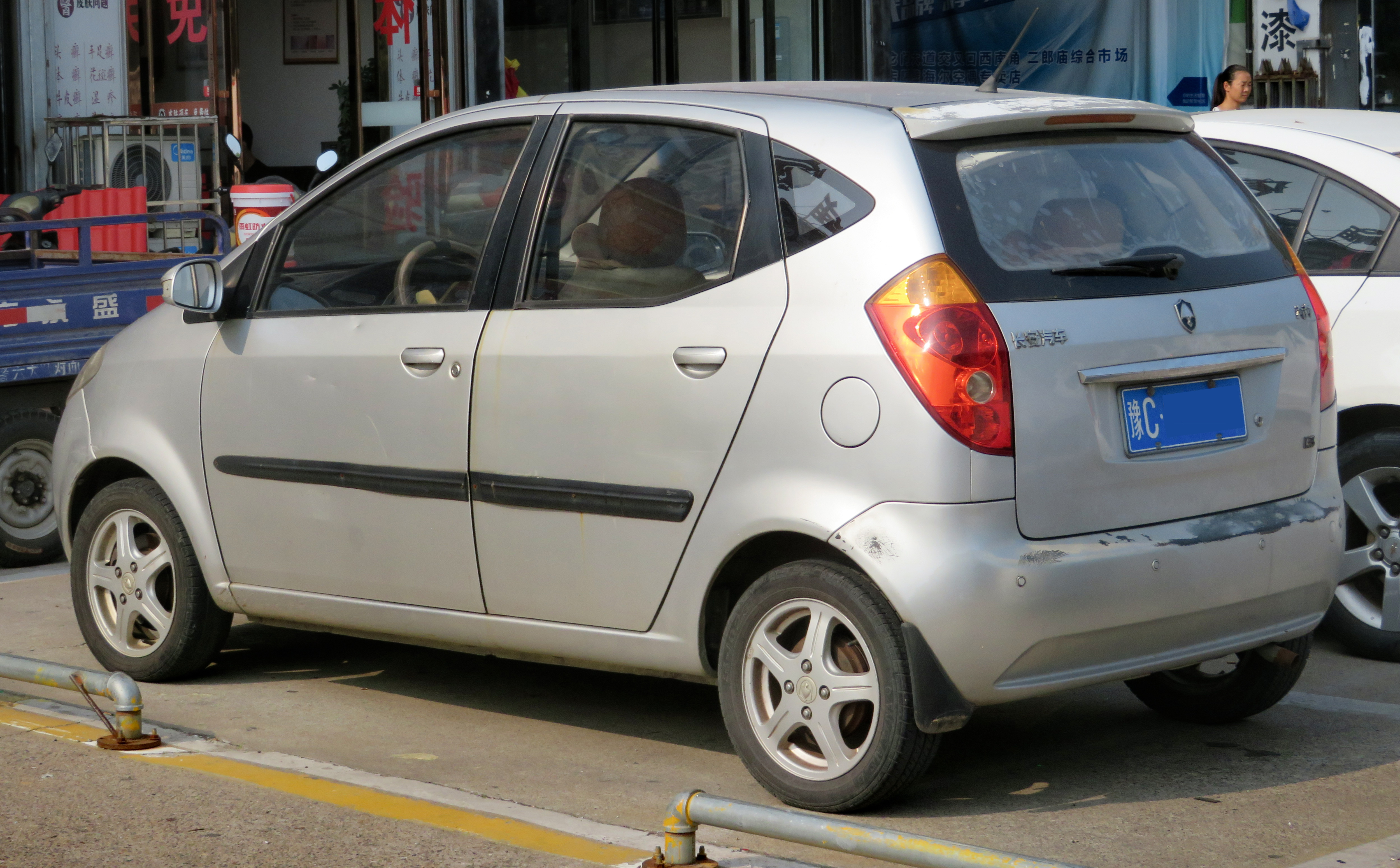
Changan BenBen I - tył

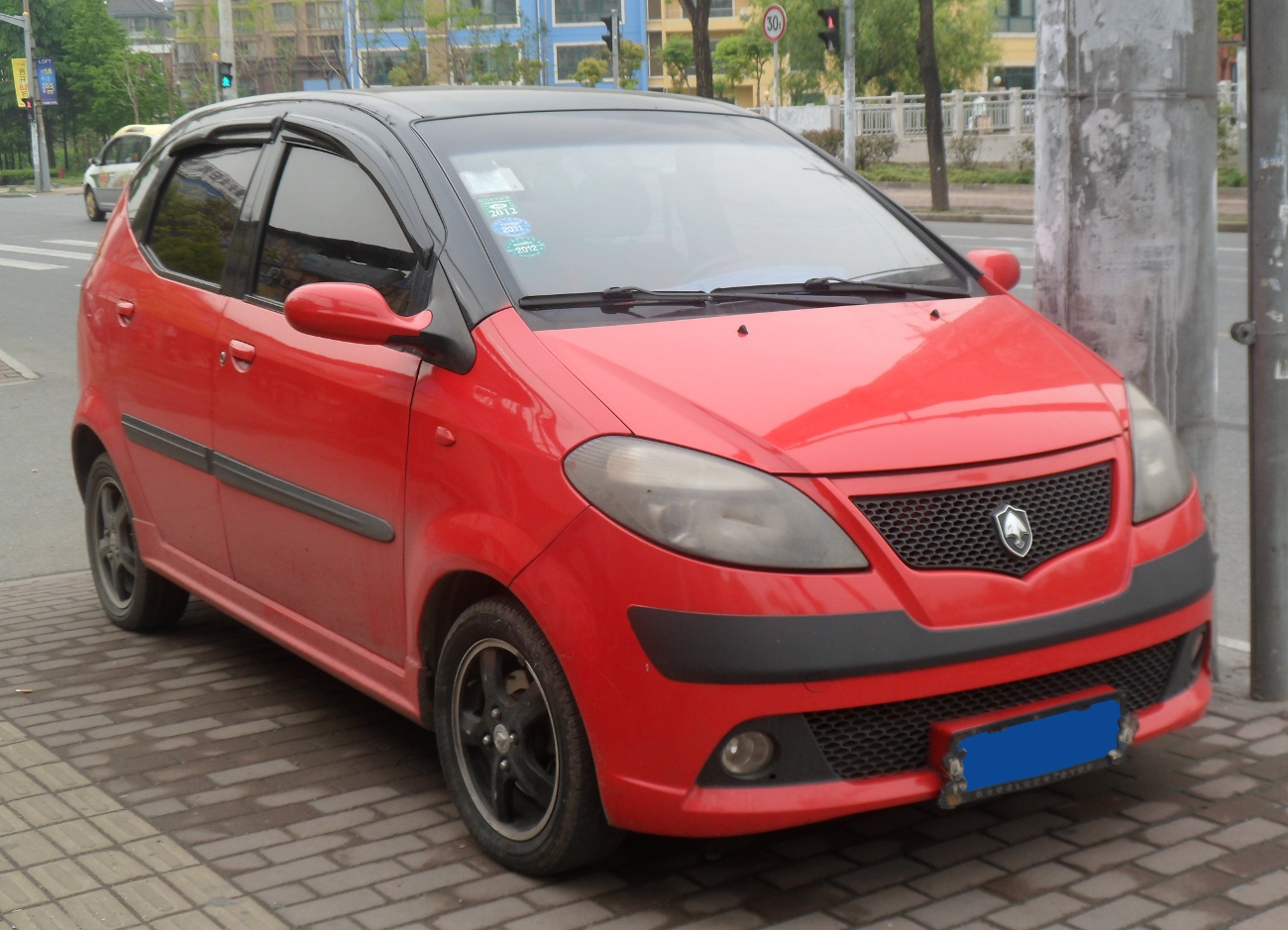
Changan BenBen I Sport

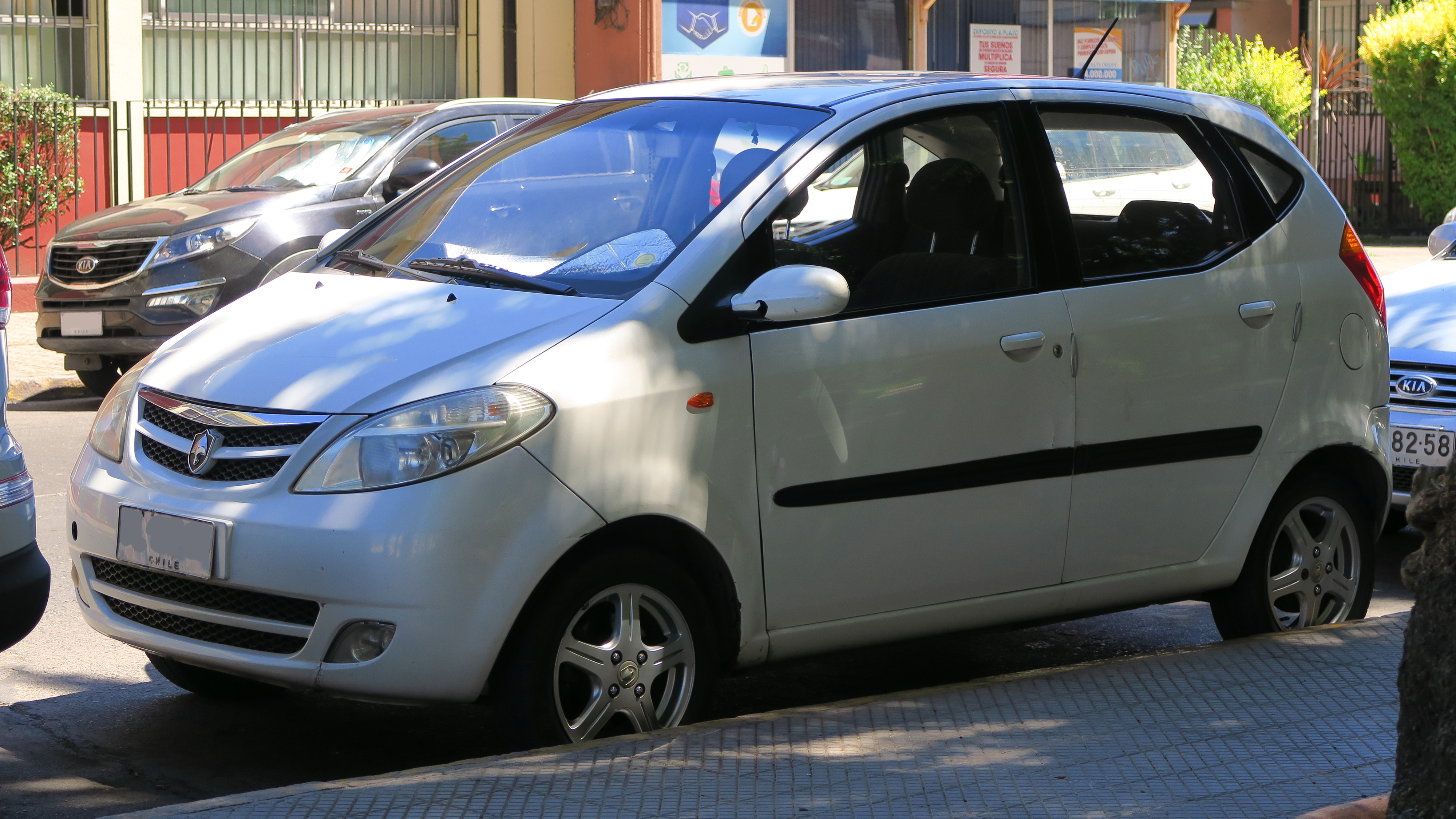
chilijski Changan Benni

Changan BenBen I został zaprezentowany po raz pierwszy w 2006 roku.
Niewielki hatchback uzupełnił ofertę chińskiego Changana jako najmniejszy i najtańszy pojazd w ofercie. Charakterystyczna, jednobryłowa sylwetka liczna obłych akcentów i ze szpiczastą linią okien opracowana została przez włoskie studio projektowe I.DE.A Institute.
Początkowo gamę jednostek napędowych utworzył tylko jeden, czterocylindrowy silnik benzynowy o pojemności 1,3 litra i mocy 86 KM, z kolei w 2008 roku poszerzyła ją także słabsza jednostka o pojemności 1 litra i mocy 53 KM.

### Lifting
W sierpniu 2010 roku Changan BenBen pierwszej generacji przeszedł obszerną restylizację, w ramach której na wewnętrznym rynku chińskim pojazd zyskał przemodelowany pas przedni z dużą atrapą chłodnicy i rozbudowanymi, podwójnymi lampami tylnymi.

### Sprzedaż
Changan BenBen pierwszej generacji był samochodem globalnym, eksportowanym przez chińskiego producenta do licznych rynków rozwijających się. Pod nazwą Changan Benni samochód był eksportowany do wybranych państw Ameryki Południowej, jak Chile, z kolei pod uproszczoną w wymowie nazwą Chana Benni pojazd dostępny był m.in. w Południowej Afryce i Indiach oraz na Filipinach. Nazwę Chana Era CV6 hatchback nosił w Malezji.

### Silniki
- R4 1.0l
- R4 1.3l

## Druga generacja

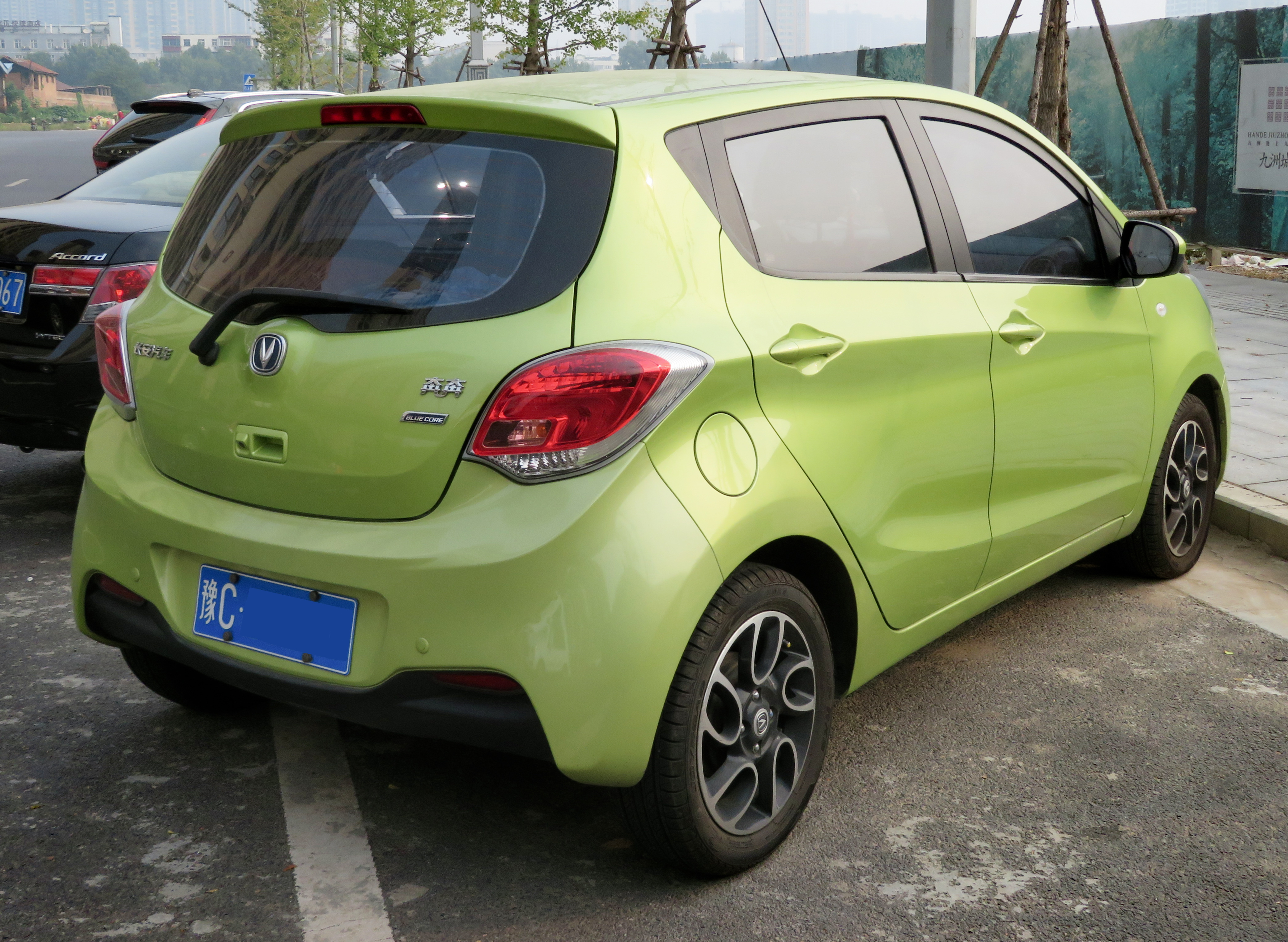
Changan BenBen II - tył

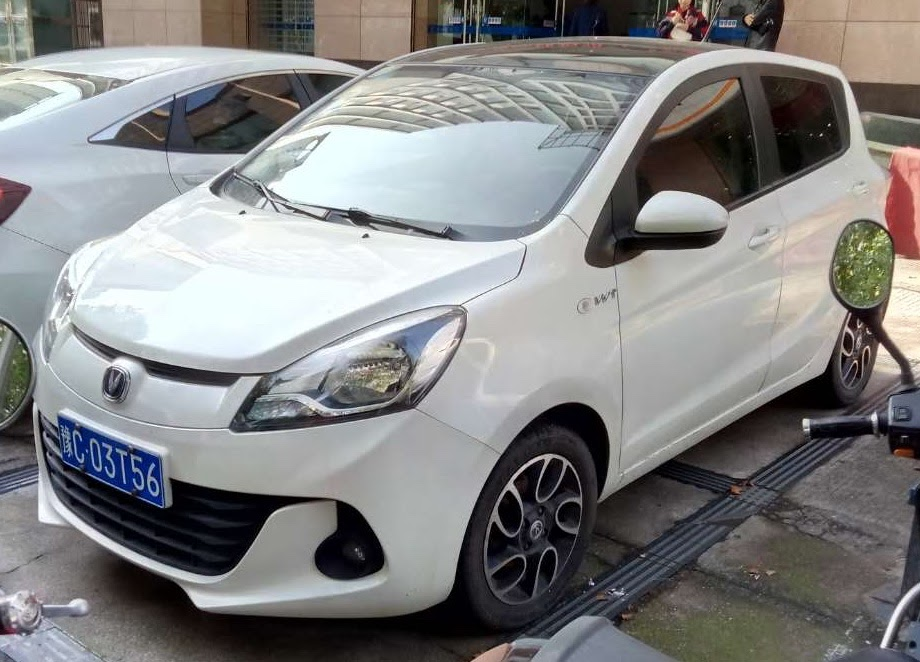
Changan BenBen II VVT

Changan BenBen II został zaprezentowany po raz pierwszy w 2013 roku.
Po tym, jak między 2010 a 2014 rokiem Changan oferował dwa miejskie modele w postaci pierwszej generacji BenBena i nowocześniejszego modelu BenBen Mini, w 2013 zdecydowano się zastąpić je zupełnie nowym, pojedynczym modelem w postaci drugiej generacji linii modelowej BenBen. Debiut pojazdu odbył się podczas wystawy Guangzhou Auto Show 2013.
Samochód zyskał projekt stylistyczny obfitujący w liczne zaokrąglenia i ostre kanty, a także charakterystyczne zaakcentowane przetłoczenie biegnące przez całą długość nadwozia. W kabinie pasażerskiej uwzględniono przestrzeń na centralnie umieszczony ekran systemu multimedialnego w konsoli centralnej.
Pod kątem wymiarów zewnętrznych BenBen II stał się wyraźnie większym i przestronniejszym nadwoziem, który zyskał większy rozstaw osi oraz dłuższą karoserię, większą do 3,7 metra.
Gamę silników drugiej generacji Changana BenBen utworzyły dwie, czterocylindrowe jednostki benzynowe o pojemności 1,2 lub 1,4 litra. Podstawowa jednostka rozwinęła moc 80 KM, z kolei topowa - 100 KM.

### Silniki
- R4 1.2l
- R4 1.4l

### BenBen EV/E-Star

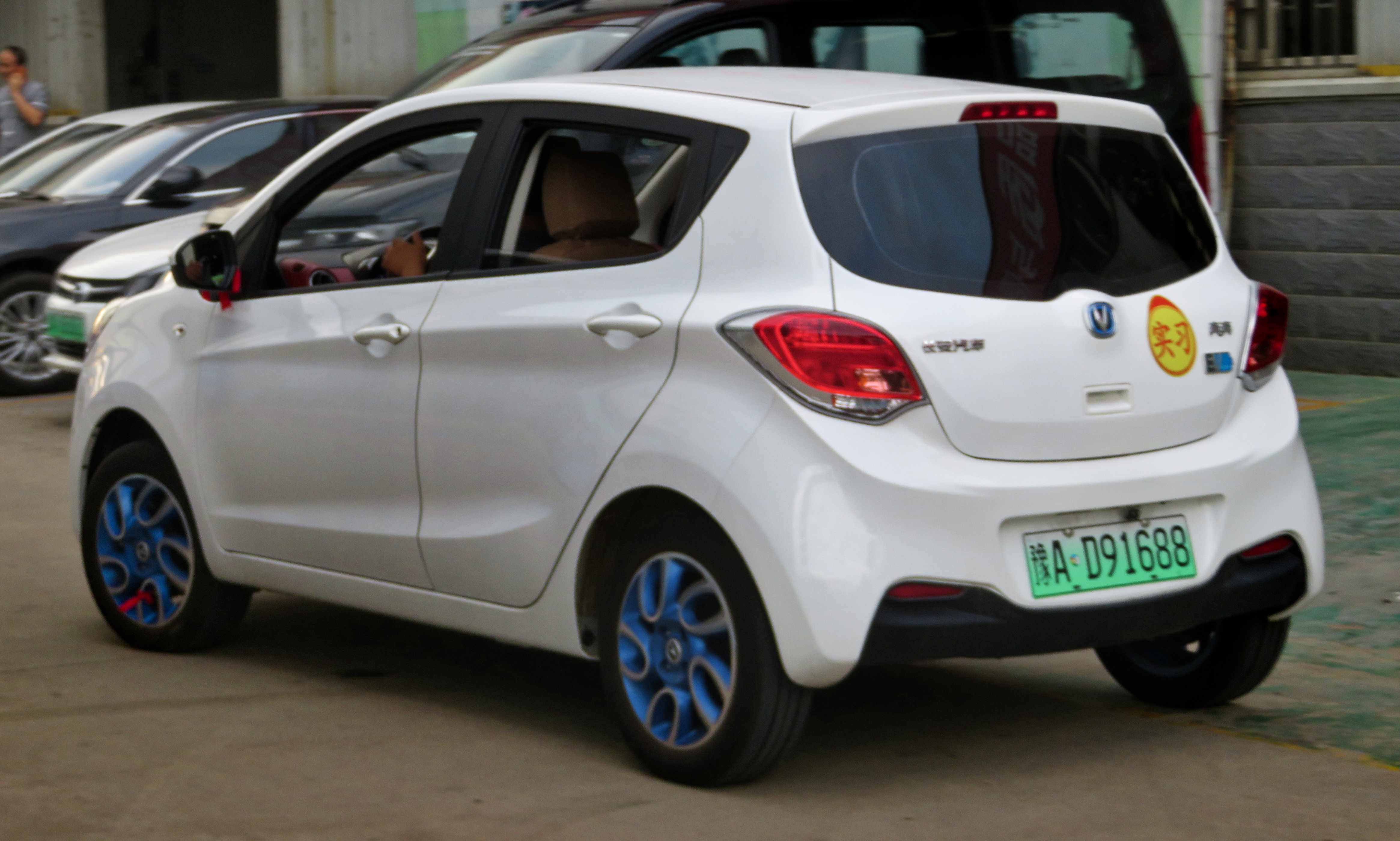
Changan BenBen EV - tył

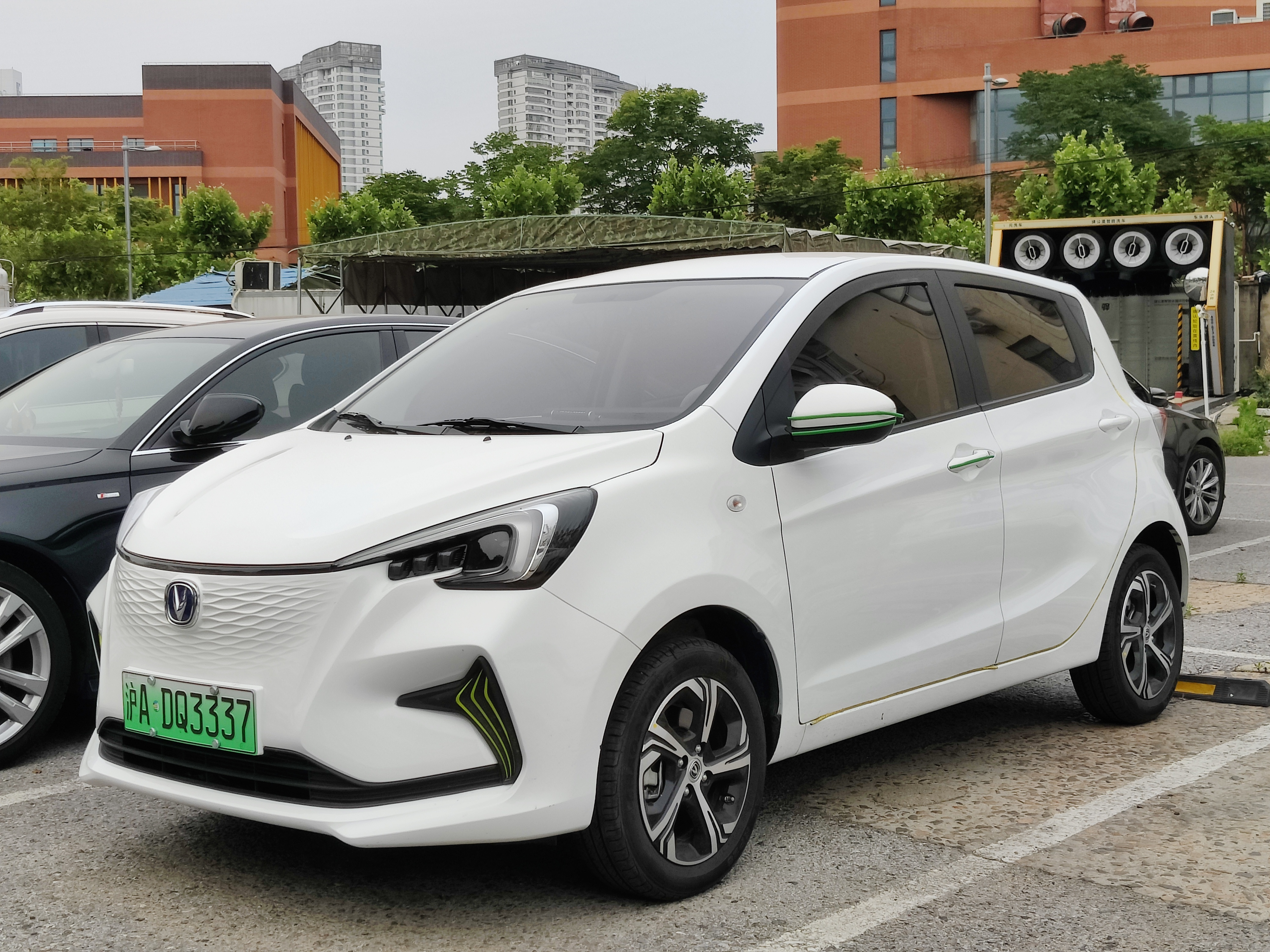
Changan BenBen E-Star

Changan BenBen EV został zaprezentowany po raz pierwszy w 2015 roku.
Półtora roku po debiucie BenBena drugiej generacji, Changan przedstawił najtańszy i najmniejszy samochód elektryczny w swojej ofercie w postaci modelu BenBen EV opartego na bazie spalinowego wariantu. Pod kątem wizualnym odróżniły go jedynie detale takie jak niebieska listwa w przedniej części nadwozia oraz obrotowy przełącznik trybów jazdy w konsoli centralnej w miejscu tradycyjnego wybieraka biegów.

### Lifting
W listopadzie 2020 roku przedstawiony został wariant po gruntowje restylizacji, która przyniosła nowy wygląd pasa przedniego upodobniony do innych modeli w gamie na czele z agresywnie stylizowanymi reflektorami wykonanymi w technologii LED. Ponadto, zastosowano zupełnie nowy projekt deski rozdzielczej, a nazwa została skorygowana na Changan BenBen E-Star.

### Dane techniczne
Zarówno wersja sprzed modernizacji, jak i ta po niej napędzana jest silnikiem elektrycznym o mocy 75 KM, który oferujerędkość maksymalną 125 km/h oraz maksymalny zasięg na jednym ładowaniu do 301 kilometrów. Bateria charakteryzuje się maksymalną pojemnością 32,2 kWh.